# Драгневци (Габровская область)
Драгневци (болг. Драгневци) — село в Болгарии. Находится в Габровской области, входит в общину Трявна. Население составляет 8 человек.

## Политическая ситуация
В местном кметстве Плачковци, в состав которого входит Драгневци, должность кмета (старосты) исполняет Стефан Цанев Петров (коалиция в составе 2 партий: Болгарский земледельческий народный союз (БЗНС), Демократическая партия (ДП)) по результатам выборов.
Кмет (мэр) общины Трявна — Драгомир Иванов Николов (независимый) по результатам выборов.